# Thodoris Atheridis
Thodoris Atheridis, grekisk skådespelare född 3 maj 1965 i Thessaloniki, Grekland.
Atheridis är även med i det grekiska rockbandet Agami Thite.

## Roller (i urval)
1. I Tsibaei (2004)
2. Eisai Poli Alitis Telika (2003) TV-serie
3. Lefkos Ikos (2003) TV-serie
4. Andres (2001)
5. I Agapi Einai Elefantas (2000)
6. S'agapo - M'agapas (2000) TV-serie
7. Kai Pali Filoi (1999) TV-serie
8. Eimaste Ston Aera (1997) TV-serie
9. Kala Xeberdemata (1996) TV-serie
10. To Meteoro Vima Tou Pelargou (1991)